# Arcey (Doubs)
Arcey – miejscowość i gmina we Francji, w regionie Burgundia-Franche-Comté, w departamencie Doubs.
Według danych na rok 1990 gminę zamieszkiwało 1101 osób, a gęstość zaludnienia wynosiła 88 osób/km² (wśród 1786 gmin Franche-Comté Arcey plasuje się na 151. miejscu pod względem liczby ludności, natomiast pod względem powierzchni na miejscu 304.).